# Großsteingrab Terpegård
Das Großsteingrab Terpegård war eine megalithische Grabanlage der jungsteinzeitlichen Nordgruppe der Trichterbecherkultur im Kirchspiel Skævinge in der dänischen Kommune Hillerød. Es wurde im 19. oder frühen 20. Jahrhundert zerstört.

## Lage
Das Grab lag in Skævinge, direkt vor dem heutigen Haus Strøvej 6. In der näheren Umgebung gibt bzw. gab es mehrere weitere megalithische Grabanlagen.

## Forschungsgeschichte
Im Jahr 1887 führten Mitarbeiter des Dänischen Nationalmuseums eine Dokumentation der Fundstelle durch. Zu dieser Zeit war die Anlage nur noch in Resten erhalten. Bei einer weiteren Dokumentation im Jahr 1942 waren keine baulichen Überreste mehr auszumachen.

## Beschreibung
Die Anlage besaß eine nordost-südwestlich orientierte längliche Hügelschüttung, die 1887 noch etwa 25 m lang war. Von der Umfassung waren noch vier Steine im Nordosten und ein Stein im Südwesten erhalten. Die Westseite des Hügel war 1887 bereits weitgehend abgetragen.
Der Hügel enthielt mindestens zwei Grabkammern. Die erste befand sich im Südwesten neben dem erhaltenen Umfassungsstein. Sie hatte einen quadratischen Grundriss. 1887 war nur noch ein einzelner, nach Norden ausgerichteter Wandstein erhalten. Die Maße der Kammer sind nicht überliefert. Der genaue Grabtyp lässt sich nicht sicher bestimmen. Eine zweite Grabkammer soll sich am Westrand des Hügels befunden haben. Sie soll der ersten Kammer ähnlich gewesen sein.